# آري فولمان
اري فولمان (بالعبرية: ארי פולמן‏) (و. 1962 – م) هو مخرج سينمائي، وكاتب سيناريو، ومنتج أفلام، وكاتب، وملحن من إسرائيل. ولد في حيفا.

## التعليم
تعلم في جامعة تل أبيب.

## جوائز
حصل على جوائز منها:
- جائزة أوفير (1991)
- جائزة نقابة المخرجين الأمريكيين
- جائزة نقابة الكتاب الأمريكية.

## وصلات خارجية
- آري فولمان على موقع IMDb (الإنجليزية)
- آري فولمان على موقع مونزينجر (الألمانية)
- آري فولمان على موقع ألو سيني (الفرنسية)
- آري فولمان على موقع ميوزك برينز (الإنجليزية)
- آري فولمان على موقع أول موفي (الإنجليزية)
- آري فولمان على موقع قاعدة بيانات الأفلام السويدية (السويدية)
- آري فولمان على موقع قاعدة بيانات الفيلم (الإنجليزية)
- آري فولمان على موقع كينوبويسك (الروسية)